# Муха (фильм, 2008)
«Му́ха» — российский драматический фильм режиссёра Владимира Котта, премьера которого состоялась 28 февраля 2008 года.

## Сюжет
Фёдор Мухин (Алексей Кравченко), водитель-дальнобойщик и холостяк по жизни, однажды получает письмо от одной из своих бывших женщин — Маши, в котором она просит его срочно приехать к ней в её городок. Приехав туда, Мухин узнаёт, что Маша умерла от тяжёлой болезни, а у него есть дочь — трудный подросток Вера по прозвищу «Муха» (Александра Тюфтей), которая попадает в различные неприятности. Мухину приходится остаться, чтобы помочь своей дочери выпутаться из проблем.

## В ролях
| Актёр                 | Роль                         |
| --------------------- | ---------------------------- |
| Алексей Кравченко     | Фёдор Мухин                  |
| Александра Тюфтей     | Вера Мухина /«Муха»          |
| Сергей Селин          | Иван                         |
| Евгения Добровольская | Лена                         |
| Сергей Серов          | Груздев                      |
| Ольга Лапшина         | Клава                        |
| Владимир Шохин        | тренер                       |
| Ольга Прохватыло      | женщина                      |
| Александр Голубков    | Сергей /«Пуля»               |
| Владимир Горюшин      | директор школы               |
| Светлана Свибильская  | Ольга Леонардовна            |
| Алексей Ярмилко       | Семёныч                      |
| Екатерина Лапина      | Тамара                       |
| Валерий Иваков        | капитан милиции, брат «Пули» |
| Максим Важов          | милиционер                   |
| Александр Игнатьев    | «Кирпич»                     |
| Екатерина Чебышева    | Ксюша                        |
| Алексей Таланов       | «Клоп»                       |
| Александра Боговая    | Саша                         |
| Константин Пояркин    | «Суслик»                     |
| Варвара Бородина      | Лёля                         |
| Александр Матвеев     | Сандро                       |
| Сергей Легостаев      | мужик                        |
| Евгения Пресникова    | бабушка                      |
| Анна Данилова         | «Крупа»                      |
| Максим Емельянов      | «Пузырь»                     |
| Алексей Бобров        | Колян                        |
| Светлана Молчанова    | школьница                    |
| Лариса Брусс          | воспитательница              |
| Вероника Вернадская   | Лёля                         |

## Награды и премии
- 2008 — Награда «Золотой кубок» Одиннадцатого Шанхайского международного кинофестиваля в номинации «Лучший фильм»;
- 2008 — Приз «Бронзовая тайга» на Международном фестивале кинодебютов «Дух огня».

## Критика
Фильм получил сдержанные отзывы кинокритиков.